# Аграрна политика у Кнежевини и Краљевини Србији

### Почетак аграрних реформи
У почетку изградње Србије као самосталне државе, за српско сељаштво важило је турско аграрно законодавство. Економска експлоатација сељаштва настављена је не само због присуства турских спахија, него и због чињенице да је целокупан турски управно-судски апарат, после споразума кнез Милош — Марашлија и султанових фермана и 1815. и 1816. имао главни задатак да штити њихове интересе.
Упоредо са истискањем турске политичке власти из Београдског пашалука, Милош је настојао да српско сељаштво ослободи турских спахија. Уважавајући принцип да земља припада ономе ко је обрађује, он је, пренебрегавајући спахијско право и спахијски интерес, једнима давао потребну земљу, а другима одузимао сувишак, а сељацима допуштао и пресељавање из једног места у друго. Самовласно ослобађајући досељенике плаћања данка за неколико година, кнез је угрожавао чак и султанова суверено право.

### Политика аграрних права
Постигавши хатишерифом из 1830. укидање турског феудалног система у Србији, што је хатишерифом из 1833. и потврђено, кнез Милош је даље решавање аграрног питања преузео на себе. Он је одређивао величину поседа, забрањивао прекомерно захватање и стварање великих поседа, одређивао минимални сељачки посед који не може да се прода и отуђи за дуг, одлучивао о необрађеној земљи и премештао сељаке, не само из једног села у друго, него и са једног на други крај Србије. Остварујући економски идеал српске револуције о економској слободи, чији је основини циљ био да сељак има довољно земље и буде њен пуноправни господар, Милош је признавао право на земљу и онима који је нису имали, односно онима који су у Србију избегли из других држава. Тиме је, заправно, аграрна политика народне управе била одређена и извођђена тако да:
- земља по ослобођењу, сходно обичајном праву и циљу револуције, остане у рукама сељака који су је обрађивали под спахијском управом;
- да се празна земља може заузимати и додељивати онима који имају недовољно или уопште немају земље, и то нарочито досељеницама, али само у мери колико ће им бити потребно за могућу властиту обраду и исхрану и да земља као општенародно добро не може бити предмет слободног захватања и стицања, како је не би зграбили и закупили појединачне породице и великаши који би наличили на спахије.

Сматрајући да стални сељачки посед представља земљу наслеђену од предака (баштина) и крчевину, и да су у борби за ослобођење од турског ропства учествовали сви, због чега свако има право и да задржи земљу која му омогућава егзистенцију, кнез Милош дуго није признавао право куповине земље и право захватања и ограђивања већих површина, односно стварање домаће аристократије. Он је тежио да уз одржавање политичке једнакости одува и економску равнотежу приликом поделе земље турских спахија. Штавише, спречавао је покушаје појединаца да куповином турских приватних имања у варошима дођу до већих површина.
Спроводећи своју аграрну политику насељавањем напуштених површина и расподелом земље сељацима према њиховој стварној потреби, те спречавањем стварања великих поседа, Милош је остварио два циља. С једне стране, успоставио је сагласност и солидарност са народним интересима, не стварајући земљишну аристрокатију и чувајући друштвену једнакост, а са друге стране, задовољио и свој владалачки интерес: да наспрам себе нема ривала.
Штитећи сељаштво од турске спахијско-феудалне експлоатације и од покушаја концентрације земље у рукама домаћих појединаца, Милош је своју аграрну политику проширио преузимањем права надзора у расподели земље ради насељавања миграната из Турске, Аустрије, Влашке и Црне Горе, као и унутрашњом колонизацјом Србије насељавањем алија (спахијске необрадиве земље), некоришћеног општинског и манастирског земљишта, те напуштених имања и терена који као своји нису никоме припадали (колонизација).

### Појам „окућја“
Кнез Милош је покушао да спречи пропадање сељаштва продајом имовине због презадужености, видећи у томе не само економски већ и социјални проблем. Он је 29. јуна 1836. издао указ којим се забрањивало да се један минимум слободног поседа и економско-производних средстава може продати за дуг. У циљу заштите народа од прекомерног задуживања, кнез Милош је 24. марта 1837. донео указ о одређивању каматне стопе на узети зајам, од највише 12% годишње, или 1% месечне камате.
Једна од мера аграрне политике кнеза Милоша је и његов указ од 8. марта 1827. о груписању и ушоравању сеоских насеља. Први прописи о заштити „сељачког окућја“ укинути су Грађанским закоником из 1844, а поново су уведени 1861. Дефинитивну форму ови прописи добили су 1873. укључивањем у нови Грађански судски поступак, изменом параграфа 471, т.4а, а важили су, уз допуне из 1893, до 1929. У овом периоду установом „окућја“ од продаје се штитило:
- пет дана орања за сваку „пореску главу";
- кућа са пољопривредним зградма и двориштем површине до једног дана орања;
- плуг, кола, два вола, два коња, крава, десет оваца, пет свиња, пет коза;
- основни пољопривредни алат;
- количина хране потребна за домаћинство донове жетве.

Ову имовину сељак није смео да задужи код приватних поверилаца, а код државних и друштвених кредитних установа само изузетно, мада ни тада није могао заложити кућу, двориште и површину до два дана орања.

### (Не)успех аграрне политике кнеза Милоша
Установа „окућја“, као аграрно-политичка мера социијално-кредитног карактера, требало је да ублажи тежак социјално-економски положај сељаштва крајем 19. века проузрокован великом привредном кризом и продирањем финансијског капитала на село. Она, међутим, није дала очекиване резултате. Пошто су кредити поскупели, сељаштво је морали да се задужује код зеленаша и то под још тежим условима, остајући често без земље. Такође, закон о окућју није могао у потпуности да заустави ситњење поседа, не само због учестале деобе сеоских породичних задруга, него и зато што је ван његове заштите, тј, у слободном промету било 60% обрадиве земље, као и све продаје за неплаћени порез, прирез, за почињено кривично дело, и неплаћене општинске трошкове.
У Србији 1897. 34.952 или 11,36% пољопривредних газдинстава није имало земље, док их је 1889. било 6,85%. Поседом до два хектара располагало је 21,04%, а поседом између два и пет хектара 33,62% газдинстава. Уситњавање поседа нарочито је уследило на преласку из 19. у 20. век. Тако је 1905. у Србији било 369.395 пољопривредних газдинстава или 25,89% више него 1897, при чему су газдинства са поседом од 2 хектара чинила 26,85%, а она између 2 и 5 хектара 38,11%. Остале категорије поседа биле су ређе него 1897. Између 5 и 10 хектара било их је 23,73%, од 10 до 20 хектара располагало је тек 2,38% газдинстава.
| Величина поседа / Година | 1889   | 1897   | 1905   |
| ------------------------ | ------ | ------ | ------ |
| 0 хектара                | 6,85%  | 11,36% | —      |
| до 2 хектара             | 21,04% | —      | 26,85% |
| 2 до 5 хектара           | 33,62% | —      | 38,11% |
| 5 до 10 хектара          | —      | —      | 23,73% |
| 10 до 20 хектара         | —      | —      | 2,38%  |

### Аграрна политика до Првог светског рата
Широким народним слојевима, који су се уочи Балканских ратова налазили под турском влашћу, Влада Краљевине Србије се 5. октобра 1912. обратила прокламацијом у којој се, поред осталог, наглашавало «да је феудализам што се још насилно и уз претњу разних злоупотреба одржава у турким областима постао неподношљив» и да Србија, улазећи у те области «доноси народу иста права и исте слободе».
Имајући за циљ правдање објаве рата Турској и придобијање свих потлачених слојева, Краљевина Србија се прокламацијом јасно обавезивала на укидање феудалне својине и феудалних односа, као и на то да сељаке ослободи чивчијског ропства и учини их слободним сопственинцима земље. Испуњење обећања није било једноставно. Како би се то остварило, неопходно је било утврдити имовинскоправно стање, што је био задатак Аграрне комисије, формиране Уредбом о уређењу судова и о судском поступку у присаједињеним областима о 17. фебруара 1914.
Уследила је 20. фебруара 1914. и Уредба о насељавању у новоослобођеним и присједињеним областима Краљевине Србије, са изменама и допунама од 9. маја 1914. Феудални односи ипак нису укинути до почетка Првог светског рата.